# Dañs Treger
La dañs Treger (« danse du Trégor ») est une ancienne danse bretonne du pays du Trégor (Bro Dreger), disparue à la fin du XIXe siècle ou au début du XXe, au profit des danses citadines ou de la dañs Kernev (gavotte des montagnes). Elle est reconstituée, notamment à partir des travaux de Jean-Michel Guilcher menés dans les années 1950, en tentant de différencier trois termes de la suite : la dañs Treger proprement dite (une ronde en double front), une danse en cortège (contredanse, bal, dérobée) et un passepied. Des recherches de Bernard Lasbleiz ont mis en évidence qu'au cours de la seconde moitié du XIXe siècle une quatrième partie a été ajoutée à la suite : un jabadao.

## Technique
La danse est constituée d'une double ronde : une ligne d'hommes fait face à une ligne de femmes. Cette disposition en double front est semblable à la danse du Léon (dañs Leon). Ce cortège, selon sa taille, s'incurve en fer à cheval ou en cercle (les hommes à l'extérieur, les femmes à l'intérieur) et progression alors dans le sens des aiguilles d'une montre.
Lors d'une Suite, la danse est suivie de plusieurs parties : bal, passepied, jabadao.

## Évolutions
L'association « Dañs Treger  » est créée le 28 avril 1997 afin de promouvoir la culture du Trégor. Le festival Gouel an Dañs Treger à Plestin-les-Grèves met à l'honneur le répertoire trégorrois en particulier.